# Cary Mullen
Cary Lee Mullen (Banff, 12 ottobre 1969) è un ex sciatore alpino canadese.

## Biografia
Specialista delle prove veloci originario di Blue River, Mullen è cugino di Chad e Megan, a loro volta sciatori alpini. Ottenne il primo risultato in campo internazionale ai Mondiali di Saalbach-Hinterglemm 1991, piazzandosi 10º nella combinata, mentre in Coppa del Mondo il suo primo piazzamento di rilievo fu il 24º posto ottenuto nella discesa libera di Garmisch-Partenkirchen dell'11 gennaio 1992; un mese dopo esordì ai Giochi olimpici invernali e ad Albertville 1992 si classificò 14º nella combinata e non concluse la discesa libera. Partecipò quindi ai Mondiali di Morioka 1993, ottenendo il 7º posto nella discesa libera.
La stagione 1993-1994 fu la sua migliore annata in Coppa del Mondo, durante la quale ottenne, sempre in discesa libera, tutti i suoi tre podi: 2º a Saalbach-Hinterglemm il 6 gennaio, ancora 2º ad Aspen il 4 marzo e primo il giorno successivo nella medesima località. A fine stagione risultò 10º nella classifica generale e 4º in quella di discesa libera; nello stesso anno partecipò anche ai XVII Giochi olimpici invernali di Lillehammer 1994, sua ultima presenza olimpica, classificandosi 24º nel supergigante e non concludendo la discesa libera e la combinata. L'11 marzo 1996 salì per l'ultima volta sul podio in Nor-Am Cup, a Mont-Sainte-Marie in slalom gigante (3º); in seguito prese ancora parte ai Mondiali di Sestriere 1997 (21º nella discesa libera) e prese per l'ultima volta il via in Coppa del Mondo il 13 dicembre 1998, a Val-d'Isère in supergigante, senza completare quella che sarebbe rimasta la sua ultima gara in carriera.

## Palmarès

### Coppa del Mondo
- Miglior piazzamento in classifica generale: 10º nel 1994
- 3 podi (tutti in discesa libera):
  - 1 vittoria
  - 2 secondi posti

#### Coppa del Mondo - vittorie
| Data         | Località | Paese       | Specialità |
| ------------ | -------- | ----------- | ---------- |
| 5 marzo 1994 | Aspen    | Stati Uniti | DH         |

Legenda:

DH = discesa libera

### Nor-Am Cup
- Vincitore della classifica di supergigante nel 1993[senza fonte]
- 1 podio (dati dalla stagione 1994-1995):
  - 1 terzo posto

### South American Cup
- 1 podio (dati dalla stagione 1994-1995):
  - 1 secondo posto

### Campionati canadesi
- 3 medaglie (dati dalla stagione 1994-1995)[2]:
  - 2 argenti (slalom gigante nel 1995; slalom gigante nel 1996)
  - 1 bronzo (supergigante nel 1997)